# Villa manillae
Villa manillae är en tvåvingeart som beskrevs av Neal L. Evenhuis 1994. Villa manillae ingår i släktet Villa och familjen svävflugor. Inga underarter finns listade i Catalogue of Life.